# Lea DeLaria

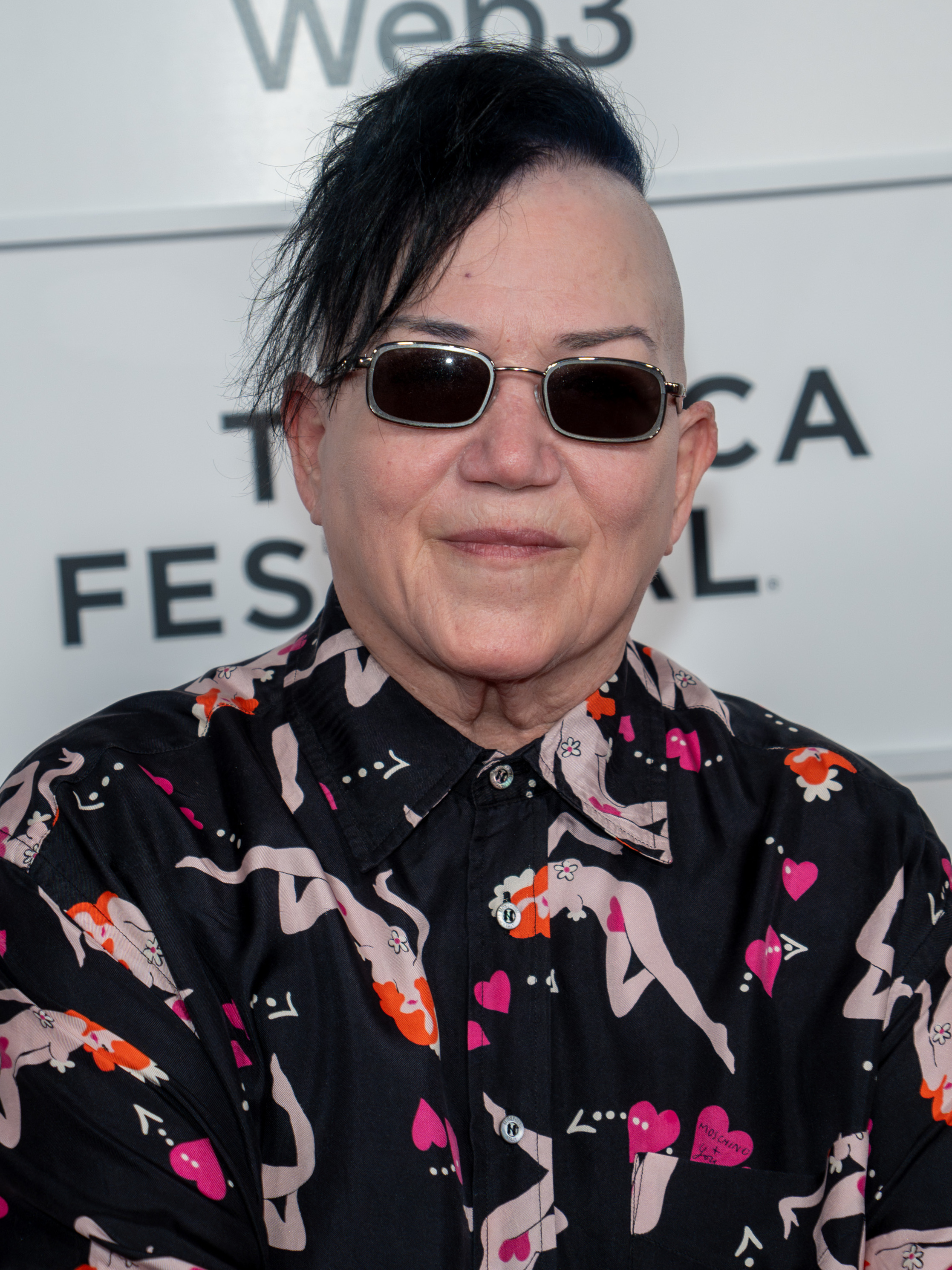
Lea DeLaria (2025)

Lea DeLaria (* 23. Mai 1958 in Belleville, Illinois) ist eine US-amerikanische Stand-up-Comedian, Jazzmusikerin (Sängerin) und Broadway-Schauspielerin.

## Karriere
DeLaria machte ihre Homosexualität seit Beginn ihrer Karriere in den 1980er Jahren zum Gegenstand ihrer komödiantischen Auftritte (als That Fucking Dyke und Mitglied der Dos Lesbos). Sie stand ab 1993 als erste homosexuelle Stand-up-Comedian in Late-Night-Talkshows (The Arsenio Hall Talkshow) auf der Bühne. 1994 erschien die CD Bulldyke in a China Shop und 1997 Box Lunch mit ihren komödiantischen Nummern.
1998 spielte sie in der Off-Broadway-Produktion von The most fabulous story ever told von Paul Rudnick, einer homosexuellen Version der Bibel, 1998 im Broadway-Revival von On the Town (als Hildy Esterhazy) und 2000 in der Broadway-Produktion der Rocky Horror Picture Show (als Dr. Scott und Eddie). Sie spielte auch in mehreren Spielfilmen wie in Edge of Seventeen von David Moreton (1998) und Der Club der Teufelinnen (1996) und in TV-Seifenopern (wie Liebe, Lüge, Leidenschaft, sie hatte auch zwei Auftritte in Friends).
Ihr Vater Robert DeLaria war Jazzpianist und sie bemühte sich stets, Jazzmusik in ihre Comedy-Auftritte einzubinden. Als Sängerin veröffentlichte sie die Jazzalben Play it Cool (Warner 2001), Double Standards (Telarc 2005), The Very Best of Lea DeLaria (Rhino/WEA 2006), Lea DeLaria – The Live Smoke Sessions (Ghostlike Records 2008).
2008 tourte sie in Australien.
Seit der ersten Staffel gehört DeLaria zum Cast der Netflix-Serie Orange Is the New Black. Ihre Nebenrolle "Carrie „Big Boo“ Black" wurde 2015 zur Hauptrolle aufgewertet.

## Privates
DeLaria war vier Jahre lang mit der Moderedakteurin Chelsea Fairless liiert. Im Februar 2015 verlobte sich das Paar, gab aber im Januar 2017 seine Trennung bekannt.

## Filmografie
- 1994: Matlock (Fernsehserie, 2 Folgen)
- 1994–1995: Nachtschicht mit John (The John Larroquette Show, Fernsehserie, 2 Folgen)
- 1995: OP Center (Fernsehfilm)
- 1995: California High School (Saved by the Bell, Fernsehserie, Folge 3x11)
- 1996: Friends (Fernsehserie, Folge 2x11)
- 1996: Der Club der Teufelinnen (The First Wives Club)
- 1996: Rescuing Desire
- 1997: Drew Carey Show (The Drew Carey Show, Fernsehserie, Folge 2x14)
- 1997: Plump Fiction
- 1998: In Through the Out Door (Fernsehfilm)
- 1998: Homo Heights
- 1998: Edge of Seventeen
- 2000: The Beat (Fernsehserie)
- 2001: Further Tales of the City (Mini-Fernsehserie)
- 2001: The Oblongs (Fernsehserie, 7 Folgen)
- 2002: Der Job (The Job, Fernsehserie, Folge 2x04)
- 2003: Will & Grace (Fernsehserie, Folge 6x08)
- 2004: Mercury in Retrograde (Kurzfilm)
- 2006: Fat Rose and Squeaky
- 2008–2011: Liebe, Lüge, Leidenschaft (One Life to Live, Fernsehserie, 31 Folgen)
- 2009: Law & Order: Special Victims Unit (Fernsehserie, Folge 10x14)
- 2012: Californication (Fernsehserie, Folge 5x08)
- 2012: Submissions Only (Fernsehserie, Folge 2x08)
- 2013: Ass Backwards – Die Schönsten sind wir (Ass Backwards)
- 2013: Dear Dumb Diary (Fernsehfilm)
- 2013–2019: Orange Is the New Black (Fernsehserie, 61 Folgen)
- 2014: Awkward – Mein sogenanntes Leben (Awkward., Fernsehserie, Folge 4x07)
- 2014–2017: Clarence (Fernsehserie, 9 Folgen, Synchronstimme)
- 2015: The Jim Gaffigan Show (Fernsehserie, Folge 1x09)
- 2016: Bear with Us (Synchronstimme)
- 2017: Cars 3: Evolution (Cars 3, Stimme im Original)
- 2017: Baroness Von Sketch Show (Fernsehserie, Folge 2x05)
- 2017: Shameless (Fernsehserie, Folge 8x08)
- 2019: Reprisal (Fernsehserie, 9 Folgen)
- 2021: Potato Dreams of America
- 2022: The Blacklist (Fernsehserie, Folge 9x14)
- 2025: Outerlands